# Harpulina lapponica
Harpulina lapponica is een slakkensoort uit de familie Volutidae. De wetenschappelijke naam werd gepubliceerd in 1767 door Carl Linnaeus.